# Warburgia stuhlmannii
Warburgia stuhlmannii là một loài thực vật thuộc họ Canellaceae. Loài này có ở Kenya và Tanzania. Chúng hiện đang bị đe dọa vì mất môi trường sống.